# Ардара (Италия)
Ардара (итал. Ardara) — коммуна в Италии, располагается в регионе Сардиния, в провинции Сассари.
Население составляет 847 человек (2008 г.), плотность населения составляет 22 чел./км². Занимает площадь 38 км². Почтовый индекс — 7010. Телефонный код — 079.
Покровительницей коммуны почитается Пресвятая Богородица (Madonna del Regno), празднование 9 мая.

## Демография
Динамика населения:

## Администрация коммуны
- Официальный сайт: http://www.comunas.it/ardara/